# Weislitz
Weislitz ist ein Gemeindeteil von Dieterskirchen und eine Gemarkung im Oberpfälzer Landkreis Schwandorf (Bayern).

## Geographische Lage
Das Dorf Weislitz liegt ungefähr zwei Kilometer östlich von Dieterskirchen und etwa vier Kilometer westlich der Bundesstraße 22 auf einem sanften Südhang über dem linken Ufer der Ascha.

## Geschichte

### Anfänge bis 13. Jahrhundert
Der Name Weislitz (auch: Wersliz, Weisliz) ist slawischen Ursprungs und deutet auf eine frühe Besiedlung noch vor dem 11. Jahrhundert hin.
Außerdem liegt Weislitz an der Altstraße, die von Schwarzhofen über Dieterskirchen, Weislitz, Kulz, Treffelstein nach Bischofteinitz bzw. Taus führte.
Weislitz liegt im Ascha-Tal, das bereits vor dem Jahr 1000 besiedelt war.
Bereits 1265 tauchte in einer Schenkungsurkunde an das Kloster Schwarzhofen ein „Heinrich de Weisliz“ (zusammen mit vielen anderen) auf, was darauf hindeutet, dass die Ministerialengeschlechter Warberg, Fuhrn, Weisliz, Schwarzeneck zu Adligen aufstiegen.
Weiterhin kann man daraus schließen, dass sich Weislitz im Besitz der ortenburgischen Ministerialen befand, da Heinrich von Weislitz ortenburgischer Ministeriale war.
1285 erschien Weislitz im Herzogsurbar.
Im officium Niwenburch sive Warperch wurden 1285 zwei öde Höfe in Weislitz aufgeführt, die dem Amt Neunburg unterstanden.
Im Salbuch Ludwigs des Bayern von 1326 wurden diese beiden Höfe in Weislitz ebenfalls als öde bezeichnet.

### 14. Jahrhundert bis 16. Jahrhundert
Schon 1326 gehörten zwei Höfe in Weislitz dem Magensus (= Mangst) de Murach. 1419 trat ein Mitglied der Familie Mangst als Besitzer in Weislitz auf.
Weislitz war seit 1485 als kuroberpfälzisches Lehengut nachweisbar. 1485 bekam Ulrich Mangst einen Lehenbrief für Weislitz. Dessen Sohn Hanns Mangst beerbte ihn und war 1507 bis 1558 Besitzer von Weislitz.
1522 und 1572 gehörten in Weislitz 3 Mannschaften zum Amt Neunburg und 3 Bauern zum Adel.
Laut Visitationsprotokoll von 1582 war Dieterskirchen Adelspfarrei. Der Inhaber Johann Bernhard von Stauff hatte das Präsentationsrecht. Zur Pfarrei Dieterskirchen gehörten außer Dieterskirchen selbst noch Weichelau, Bach, Saggau, Prackendorf, Stegen, Weislitz, Kiesenberg, Eppenried, Neudeck, Pottenhof und die Filiale Kulz mit ihrer eigenen Kirche.

### 17. Jahrhundert bis 18. Jahrhundert
Auf Hanns Mangst folgte Hanns Wolff Mangst und 1600 dessen Sohn Hanns Georg Mangst, der 1629 ohne Söhne zu hinterlassen verstarb.
Seine Güter fielen an das Landrichteramt Neunburg zurück.
Seine Witwe Barbara Mangst wurde ausgewiesen, wogegen sie sich vergeblich zu wehren suchte.
1630 wurde die niedere Gerichtsbarkeit über Weislitz vom Landgericht Neunburg eingezogen, Weislitz hörte auf, mannlehnbares oberpfälzisches Adelsgut zu sein und wurde als Bauernhof für 1200 Gulden an Hanns Christoph Günzkhover verkauft.
1631 wurde Weislitz mit einem Hof, zwei Gütern, einem Gütel, einem Inwohner (Hüter), 23 Rindern, 7 Schweinen verzeichnet.
Der Dreißigjährige Krieg verringerte die Bevölkerung und verschlechterte die wirtschaftlichen Verhältnisse. Nach seinem Ende gab es in Weislitz nur noch eine Mannschaft (vorher 3 Mannschaften), von vier Anwesen waren zwei Höfe verwüstet und baufällig.
Andererseits scheinen die Folgen des Krieges nicht so schwer gewesen zu sein, da Weislitz 1661 bereits wieder mit zwei Höfen, zwei Gütern, einem Pferd, 46 Rindern, 13 Schweinen, 5 Schafen, einer Ziege und 6 Bienenstöcken aufgeführt wurde, also gegenüber 1631 eher eine Verbesserung zu bemerken ist.
1762 hatte Weislitz vier Anwesen, zwei Nebenhäusel, ein Hüthaus, vier Eigentümer und drei Inwohner (zwei Tagwerker, ein Hüter).

### 19. Jahrhundert
Zu Beginn des 19. Jahrhunderts wurde staatlicherseits versucht, die Verwaltungsstruktur zu vereinfachen und – gegen den zähen Widerstand der Besitzer – die Gerichtsbarkeit auf den Staat zu übertragen. Dieser Prozess verlief in mehreren Schritten. Durch Säkularisation und Mediatisierung wurden die zersplitterten territorialstaatlichen Gebilde und die differenzierte Struktur der gerichts- und grundherrlichen Zuordnungen beseitigt und versucht, die gutsherrlichen Rechte nach und nach zu reduzieren.
Es wurden Landgerichte älterer Ordnung gebildet.
Entsprechend einer Verordnung von 1808 wurde das Landgericht Neunburg vorm Wald in 55 Steuerdistrikte unterteilt.
Dabei bildete Weislitz mit den Ortschaften Kiesenberg (5 Anwesen), Neudeck (6 Anwesen), Weislitz (5 Anwesen) und Zengeröd (9 Anwesen) einen Steuerdistrikt.
1809 hatte Weislitz 50 Einwohner.
1820 wurden Ruralgemeinden gebildet.
Dabei entstand die Ruralgemeinde Weislitz, die aus den Ortschaften Weislitz mit 6 Familien, Kiesenberg mit 5 Familien, Zengeröd mit 9 Familien und der Einöde Holzhof mit einer Familie bestand.

### 20. Jahrhundert bis Gegenwart
Zum Stichtag 23. März 1913 (Osterfest) wurde Weislitz als Teil der Pfarrei Dieterskirchen mit 6 Häusern und 56 Einwohnern aufgeführt.
Bei der Auflösung der Gemeinde Weislitz 1946 kamen Bruckmühl, Neuhaus und Weislitz zur Gemeinde Dieterskirchen, Kiesenberg und Neudeck zur Gemeinde Kulz.
Am 31. Dezember 1990 hatte Weislitz 42 Einwohner und gehörte zur Pfarrei Dieterskirchen.